# Alberto Oliveira e Silva
Alberto Marques de Oliveira e Silva (Monserrate, 9 de Outubro de 1924 — 10 de Fevereiro de 2011), duma família de burguesia urbana, sendo o pai Oficial do Exército e a mãe doméstica, foi um advogado desde 1951, consultor jurídico e político português.

## Biografia
Nascido a 9 de Outubro de 1924, na freguesia de Monserrate em Viana do Castelo, onde fez os seus estudos primários e secundários, então chamado "Curso Geral dos Liceus" (5º ano) e o "curso complementar" (7º ano).
Licenciou-se em Direito com o Curso de Ciências Pedagógicas, na Faculdade de Direito da Universidade de Coimbra, destacou-se desde os tempos de estudante como opositor ao Estado Novo, tendo sido preso pela polícia política PIDE, sendo julgado em Lisboa e condenado na pena de 18 meses de prisão correccional, acusado de crimes políticos (1947).
Chamado a prestar serviço militar obrigatório na Escola Prática de Cavalaria de Torres Novas, sendo-lhe negada a promoção a oficial miliciano (1948), colocado como soldado na Companhia Disciplinar de Penamacor (1948).
Participou no Movimento Estudantil e foi membro do MUD (Movimento de Unidade Democrática) em Coimbra, criado em 1945. Membro da Comissão Distrital do MUD de Coimbra (1946)
Foi Presidente do [MUD/Juvenil da Universidade de Coimbra em 1947, sucedendo a Francisco Salgado Zenha.
Apoiante activo da candidatura do General Norton de Matos à Presidência da República (1949).
Membro da Comissão Distrital de Viana do Castelo da Candidatura do General Humberto Delgado à Presidência da República (1958).
Participou em todos os Movimentos da Oposição Democrática à ditadura e foi candidato a Deputado, pela Oposição Democrática, em 1969.
Participou no III Congresso da Oposição Democrática ocorrido em Aveiro no ano de 1973, organizado por Joaquim Barros de Sousa.
Militante da Acção Socialista Portuguesa (1965–1973).
É membro fundador do Partido Socialista e foi Membro da Comissão Nacional e da Comissão Política Nacional.
Deputado por Viana do Castelo, primeiro na Assembleia Constituinte (Portugal) e depois na Assembleia da República (Portugal) nas I, II, IV, V e VI legislaturas.
- Presidente da Comissão dos Direitos e Deveres Fundamentais na Assembleia Constituinte.
- Presidente da Comissão Parlamentar de Regimentos e Mandatos.
- Vice-Presidente da V Comissão Parlamentar para investigação do acidente de Camarate.
- Membro da Comissão Parlamentar de Administração do Território, Poder Local e Ambiente.
- Vogal da Comissão Parlamentar de Assuntos Constitucionais, Direitos, Liberdades e Garantias.
- Vogal da Comissão Eventual para a Reforma do Parlamento.
- Vogal da Comissão Eventual da História do Parlamento.

Iniciativas apresentadas
- I ª Legislatura[4]
- II ª Legislatura[5]
- IV ª Legislatura[6]
- V ª Legislatura[7]
- VI ª Legislatura[8]

Ocupou o cargo de Ministro da Administração Interna no II Governo Constitucional de Portugal.
Exerceu por três vezes as funções de Governador Civil do Distrito de Viana do Castelo.
- Incentivou a criação do Centro Cultural do Alto Minho e da Academia de Música; apoiou activamente diversas Associações Culturais, designadamente a Companhia Profissional de Teatro Descentralizado (TEAR), tendo para sua instalação negociado com o Ministério da Defesa Nacional e das Finanças a cedência do antigo quartel do Batalhão de Caçadores 9. Manda instalar o Arquivo Distrital de Viana do Castelo no Palácio da Vedoria.

Presidente da Comissão Administrativa do Hospital Distrital de Viana do Castelo (1974).
Co-fundador e Presidente da Mesa da Assembleia Geral da Academia de Música de Viana do Castelo – Conservatório Regional do Alto Minho (1977).
Presidente da Mesa da Assembleia Geral do Centro Cultural do Alto Minho (1979).

## Cargos exercidos

### Santa Casa da Misericórdia de Viana do Castelo
- Presidente da Comissão Administrativa da Santa Casa da Misericórdia de Viana do Castelo (1974).
- Provedor da Mesa Administrativa da Santa Casa da Misericórdia de Viana do Castelo (1975–2011).
- Presidente do Secretariado Distrital de Viana do Castelo da União das Misericórdias Portuguesas (2007-2009)
- Fundação dos Lares de São Tiago e Senhora da Piedade (centros de dia e internamento para a terceira idade).
- Centro Infantil de São Tiago da Barra, Creche da Santa Maria Maior e o Jardim Infantil e centro de actividade e tempos livres Nossa Senhora da Misericórdia.

### Ordem dos Advogados
- Delegado à Assembleia Geral da Ordem dos Advogados (1963–1965).
- Delegado por Viana do Castelo à Assembleia Geral da Ordem dos Advogados (1972–1974).

### Sport Clube Vianense
- Presidente da Assembleia Geral do Sport Clube Vianense.
- Presidente da Direcção do Sport Clube Vianense (1965).

### Funções governamentais exercidas
- II Governo Constitucional - 1978
  - Ministro da Administração Interna
- Governo Civil de Viana do Castelo
  - Governador Civil
    - de 23 de setembro de 1976 a 30 de janeiro de 1978
    - de 23 de maio de 1978 a 14 de fevereiro de 1980
    - de 17 de novembro de 1995 a 30 de abril de 2002
- Assembleia Municipal de Viana do Castelo
  - Presidente da Assembleia Municipal de 1993 a 1995, ano em que regressou ao cargo de Governador Civil do mesmo Distrito.

## Condecorações
- Monção
  - Enquanto Deputado e Governador Civil, Oliveira e Silva foi um dos principais responsáveis pela criação da freguesia de Cortes no dia 24 de Agosto de 1989. O município retribuiu-lhe com o descerramento de uma lápide e atribuição do seu nome a uma praça.

- Viana do Castelo
  - Cidadão de Honra, uma distinção, a título póstumo, que foi atribuída no 164º aniversário da Cidade no dia 20 de Janeiro de 2012.